# Ikuma Horishima
Ikuma Horishima (en japonés: 堀島 行真, Horishima Ikuma; Ikeda, 11 de diciembre de 1997) es un deportista japonés que compite en esquí acrobático, especialista en las pruebas de baches.
Participó en dos Juegos Olímpicos de Invierno, en los años 2018 y 2022, obteniendo una medalla de bronce en Pekín 2022, en la prueba de baches.
Ganó cinco medallas en el Campeonato Mundial de Esquí Acrobático entre los años 2017 y 2025.

## Medallero internacional
| Juegos Olímpicos   | Juegos Olímpicos       | Juegos Olímpicos  | Juegos Olímpicos   |
| Año                | Lugar                  | Medalla           | Prueba             |
| ------------------ | ---------------------- | ----------------- | ------------------ |
| 2022               | Pekín (China)          | Medalla de bronce | Baches             |
| Campeonato Mundial |                        |                   |                    |
| Año                | Lugar                  | Medalla           | Prueba             |
| 2017               | Sierra Nevada (España) | Medalla de oro    | Baches             |
| 2017               | Sierra Nevada (España) | Medalla de oro    | Baches en paralelo |
| 2021               | Almaty (Kazajistán)    | Medalla de bronce | Baches en paralelo |
| 2025               | Engadina (Suiza)       | Medalla de oro    | Baches             |
| 2025               | Engadina (Suiza)       | Medalla de plata  | Baches en paralelo |